# Louis van Gaal
Aloysius Paulus Maria van Gaal, OON, bolje znan kot Louis van Gaal, nizozemski nogometaš in trener, * 8. avgust 1951, Amsterdam, Nizozemska.

## Zgodovina
Pred trenersko kariero je Van Gaal igral na položaju veznega igralca v klubih kot so Royal Antwerp, Telstar, Sparta Rotterdam in AZ Alkmmar. Ima dokončano tudi izobrazbo gimnastičnega trenerja, s katero je poučeval na šolah ob začetku svoje igralske kariere, še kot amaterski igralec nogometa.
Trenerske korake se je naučil, kot pomočnik trenerja Lea Beenhakkerja pri nizozemskem klubu Ajax, katerega je leta 1991 tudi prevzel v vlogi glavnega trenerja. Pod njegovim vodstvom v nizozemski Eredvisie nizozemski prvi ligi je osvojil tri naslove prvaka (1994, 1995, 1996), UEFA pokal (1992) in Ligo prvakov (1995), kjer je v finalu premagal italijansko moštvo AC Milan. Po streljanju najstrožjih kazni je leta 1996 v finalu Lige prvakov izgubil proti italijanski ekipi Juventus.
Leta 1997 je po dobrem vodenju prevzel španskega velikana FC Barcelono, kjer se je pod njegovim vodstvom v ekipi Katalonskega prvaka razvila prava mala nizozemska kolonija. V Barceloni je osvojil dva naslova španskega prvaka (La Liga) in španski pokal (Copa del Rey). Kasneje prevzame nizozemsko reprezentanco in se mu po nesrečnih kvalifikacijah neuspe uvrstiti na svetovno prvenstvo leta 2002 v Južni Koreji in na Japonskem. Za kratek čas je ponovno prevzel vajeti španskega velikana FC Barcelono in kasneje je sledila selitev domov v AZ klub, kjer je prevzel funkcijo direktorja kluba. Sledila je enoletna sezona pri Bayern München na Bavarskem, kjer je osvojil Bundesligo, DFB pokal in izpadel v finalu Lige prvakov. V juniju 2012 je bil ponovno izbran za selektorja Nizozemske in na Svetovnem prvenstvu leta 2014 končal na tretjem mestu. To poletje je postal trener Manchester Uniteda in ostal na položaju do  2016.